# Hexámetro dactílico
El hexámetro dactílico es una forma de metro utilizada en la poesía épica y didáctica del griego antiguo: 19  así como en la poesía épica, didáctica, satírica y pastoral en latín.: 90  Su nombre deriva del griego ἕξ, héx («seis»), y consta de seis pies, los primeros cinco pies pueden contener ya sea dos sílabas largas, un espondeo (– –), o una sílaba larga seguida de dos sílabas cortas, un dáctilo (–ᴗᴗ), y el último pie consta de un espondeo o una sílaba larga seguida de una corta, un troqueo (– ᴗ): 120 : 19 , representado esquemáticamente a continuación:
| 1     | \| | 2     | \| | 3     | \| | 4     | \| | 5     | \| | 6   |
| – ᴗ ᴗ | \| | – ᴗ ᴗ | \| | – ᴗ ᴗ | \| | – ᴗ ᴗ | \| | – ᴗ ᴗ | \| | – x |

El hexámetro está tradicionalmente asociado con la poesía épica clásica tanto en griego: 17 : 43  como en latín, y por ello se consideraba el gran estilo de la poesía clásica occidental. Algunos ejemplos bien conocidos de su uso son la Ilíada y la Odisea de Homero: 19 , la Argonáutica de Apolonio de Rodas, la Eneida de Virgilio, Las Metamorfosis de Ovidio, la Farsalia de Lucano (una épica sobre la guerra civil de César), la Argonáutica de Valerio Flaco y la Tebaida de Estacio.
Sin embargo, este metro tuvo un uso amplio fuera de la épica. Obras griegas en hexámetro dactílico incluyen los Trabajos y días y la Teogonía de Hesíodo,: 19  los Idilios de Teócrito, y los himnos de Calímaco. En latín, obras famosas incluyen el poema filosófico De rerum natura de Lucrecio, las Bucólicas y las Geórgicas de Virgilio, el libro 10 del manual de agricultura de Columela, así como poemas satíricos en latín de los poetas Lucilio, Horacio, Persio, y Juvenal. El hexámetro continuó usándose en tiempos cristianos, por ejemplo, en el Carmen paschale del poeta irlandés del siglo V Sedulio y la sátira del siglo XII de Bernardo de Cluny, De contemptu mundi, entre muchos otros.
Los hexámetros también forman parte de la poesía elegíaca en ambos idiomas, siendo el dístico elegíaco una línea de hexámetro dactílico emparejada con una línea de pentámetro dactílico: 45 : 104 . Esta forma de verso fue utilizada para poesía amorosa por Propercio, Tíbulo, y Ovidio, para las cartas de Ovidio desde el exilio, y para muchos de los epigramas de Marcial.

## Estructura
La estructura más fundamental de la poesía en hexámetro dactílico es una línea: 120 . Las líneas se dividen ulteriormente en pies, y los pies se dividen en sílabas: 120 .

### Pies
Un verso hexamétrico contiene seis pies: 43 : 90 : 19 . Los primeros cinco pies pueden ser un dáctilo o un espondeo: 43 : 91 : 19 . Sin embargo, debido a que el latín tiene muchas más sílabas largas que el griego, los pies espondaicos son más comunes en el hexámetro latino: 91 . En el hexámetro griego y latino, el quinto pie suele ser un dáctilo, y un espondeo también es raro en el tercer pie en el hexámetro griego: 43 : 91-92 . El sexto pie puede ser ocupado por un troqueo o un espondeo: 43 : 91 . Así, una línea de hexámetro dactílico se escande como sigue:
– ᴗ ᴗ | – ᴗ ᴗ | – ᴗ ᴗ | – ᴗ ᴗ | – ᴗ ᴗ | – x

Un ejemplo de esto en latín es la primera línea de la Eneida de Virgilio: 1.1 :

arma virumque canō, Troiae quī prīmus ab ōrīs
«Canto las armas y al hombre que primero desde las costas de Troya ...»

La escansión generalmente se marca como sigue, colocando marcas de largo y breve sobre la vocal central de cada sílaba:
```
–  u  u  |  –   u  u  |  –   –   |  –    –  |   – u  u   | – –
ar ma vi | rum que ca | nō Troj  | jae quī  | prī mu sa  | bō rīs

dáctilo
  |   
dáctilo
  | 
espondeo
 | 
espondeo
 |  
dáctilo
   | 
espondeo
```

En el verso dactílico, las sílabas cortas siempre vienen en pares, por lo que palabras como mīlitēs «soldados» o facilius «más fácilmente» no pueden usarse en un hexámetro.

### Sílabas
A diferencia del verso inglés, que se basa en el acento, la poesía en griego y latín antiguo se basa en la longitud, es decir, la duración relativa de una sílaba: 119 : 10 : 22 . En la escansión, solo los sonidos son significativos, y los límites de las palabras no importan: 119 : 12 .
En griego, una sílaba larga es συλλαβὴ μακρά (sullabḕ makrá) y una sílaba corta es συλλαβὴ βραχεῖα (sullabḕ brakheîa). En latín, los términos son syllaba longa y syllaba brevis.

#### Griego
En griego, una sílaba es larga si contiene una vocal larga, un diptongo o si dos consonantes siguen a la(s) vocal(es) de la sílaba: 97 : 119 : 22 . Es decir, una sílaba con una vocal corta se escande como larga si contiene una vocal larga, un diptongo o si está cerrada; y una sílaba está cerrada solo si termina en consonante, de lo contrario está abierta: 12 .
Por ejemplo, todas las sílabas en μήτηρ, οἰκτείρω, y φλόξ son largas: 22-23 . Sin embargo, hay muchas excepciones a las reglas simples mencionadas arriba: 23 , de hecho, demasiadas para listarlas aquí.

#### Latín
En latín, una sílaba es larga (por naturaleza) si contiene una vocal larga o un diptongo: 89 : 23  y larga (por posición) si contiene una vocal corta seguida de dos consonantes, incluso si estas están en palabras diferentes: 24 . Por ejemplo, todas las sílabas en Ae-nē-ās y au-rō son largas por naturaleza, mientras que et, ter, tot, y vol en et terrīs, tot vol-ve-re son largas por posición.
Sin embargo, cuando una líquida —l o r— sigue a una oclusiva, una sílaba que contiene una vocal corta puede permanecer corta por posición: 25 . Por ejemplo, pa-trem puede escandirse ya sea con una primera sílaba corta pa-trem o con una primera sílaba larga pat-rem: 89 .
En la escansión, la letra h se ignora: 24 , y qu cuenta como una sola consonante: 24 . Así, por ejemplo, en la frase et horret la sílaba et permanece corta, y en la palabra aqua la primera sílaba también permanece corta.
Las semiconsonantes i y u se escanden como consonantes: 24 . Por ejemplo, en Iuppiter y iēcit, la i se considera una consonante, pronunciada como la y inglesa. Así, Iup-pi-ter tiene tres sílabas y iē-cit tiene dos. Pero en I-ū-lius la primera I es una vocal y forma una sílaba separada: 38 . Además, una i entre dos o más vocales representa casi sin excepción una consonante doble: 39 ; por ejemplo, a-io, que equivale a a-iio, tiene dos sílabas: 39 .
En algunas ediciones de textos latinos, la consonante v se escribe como u, en cuyo caso u también suele ser consonantal. Esto puede causar ambigüedad a veces; por ejemplo, en la palabra uoluit (= vol-vit) «él rueda», la segunda u es una consonante, pero en uoluit (= vo-lu-it) «él quiso», la segunda u es una vocal.

### Elisión
En latín, cuando una palabra termina en vocal o -m y es seguida por una palabra que comienza con vocal o h, la última vocal suele suprimirse o elidirse: 27 . Por ejemplo, poss(e) Ītalia; Teucrōr(um) āvertere, monstr(um) horrendum: 27 .
En griego, las vocales cortas se eliden libremente: 24 ; sin embargo, las vocales largas no se eliden, aunque pueden acortarse en algunos casos: 24 : por ejemplo, Πηληϊάδεω Ἀχιλῆος (Pēlēïádeō Akhilêos).

En la escritura griega moderna, la elisión se muestra con un apóstrofo. Por ejemplo:
ἣ μυρί᾽ Ἀχαιοῖς ἄλγε᾽ ἔθηκε
hḕ murí᾽ Akhaioîs álge᾽ éthēke
que causó innumerables sufrimientos a los aqueos
Homero, Ilíada, 1.2
El estilo griego de no elidir una vocal larga a veces se imita en latín para un efecto especial, por ejemplo, fēmineō ululātu «con lamentos femeninos» (Eneida 9.477).
Cuando una vocal se elide, no cuenta en la escansión: 24 . Así, para fines de escansión, Iu-n(o) ae-ter-num tiene cuatro sílabas.

### Cesura
La cesura es una pausa de palabra en medio de un pie o metron: 25 . En el hexámetro griego debe haber una cesura después de i) la primera sílaba del tercer pie, una cesura fuerte o masculina, ii) la segunda sílaba de un dáctilo en el tercer pie, una cesura débil o femenina, o iii) la primera sílaba del cuarto pie: 44 ; las primeras dos son mucho más comunes que la última: 121 : 44 : 93 . En el hexámetro latino, la cesura débil es más rara que en el griego: 94,96 . Por otro lado, en Virgilio, la cesura fuerte se encuentra aproximadamente el 85% de las veces: 124 .

Un ejemplo de cesura débil se encuentra en la primera línea de la Odisea de Homero: 44 :

ἄνδρα μοι / ἔννεπε, / μοῦσα, πο/λύτροπον, / ὃς μάλα / πολλὰ
ándra moi / énnepe, / moûsa, po/lútropon, / hòs mála / pollà
«Cuéntame, Musa, del hombre de muchos recursos, que mucho»

Y un ejemplo de cesura fuerte sigue en la siguiente línea de la Odisea: 44 :

πλάγχθη, ἐ/πεὶ Τροί/ης ἱερ/ὸν πτολί/εθρον ἔ/περσεν:
lánkhthē, e/peì Troí/ēs hier/òn ptolí/ethron é/persen:
«vagó, después de haber saqueado la sagrada ciudadela de Troya»

En latín (pero no en griego, como muestra el ejemplo anterior), una cesura femenina en el tercer pie suele ir acompañada de cesuras masculinas en el segundo y especialmente en el cuarto pie: 96 :

infan/dum, re/gina, iu/bes reno/vare do/lorem: 2.3 
«Me ordenas, oh reina, renovar un dolor indecible»

A veces, las cesuras en el segundo y cuarto pies son suficientes, y no hay cesura en el tercer pie: 96 . Por ejemplo:

inde to/ro pater / Aene/as sic / orsus ab / alto: 2.2 
«Entonces desde su alto lecho el padre Eneas comenzó así»

## En griego
El hexámetro fue utilizado primero por los poetas griegos tempranos de la tradición oral, y los ejemplos más completos que sobreviven de sus obras son la Ilíada y la Odisea, que influyeron en los autores de todas las épicas clásicas posteriores que han sobrevivido hasta hoy. La poesía épica temprana también estaba acompañada de música, y los cambios de tonalidad asociados con el griego acentuado debieron resaltar la melodía, aunque el mecanismo exacto sigue siendo un tema de discusión.

La primera línea de la Ilíada de Homero proporciona un ejemplo:

μῆνιν ἄειδε, θεά, Πηληϊάδεω Ἀχιλῆος
mênin áeide, theá, Pēlēïádeō Akhilêos
«Canta, diosa, la cólera del hijo de Peleo, Aquiles»

Dividiendo la línea en unidades métricas o pies, se puede escandir como sigue:

μῆ-νιν ἄ / ει-δε, θε / ά, Πη / λη-ϊ-ά / δεω Ἀ-χι / λῆ-ος
mê-nin á / ei-de, the / á, Pē / lē-ï-á / deō A-khi / lê-os (-deō es una sílaba)
— ∪ ∪ | — ∪ ∪ | — — | — ∪ ∪ | — ∪ ∪ | — —

Esta línea también incluye una cesura masculina después de θεά, una pausa que divide la línea en dos partes. Homero emplea una cesura femenina más comúnmente que los escritores posteriores[cita requerida]. Un ejemplo ocurre en Ilíada 1.5:

οἰωνοῖσί τε πᾶσι, Διὸς δ’ ἐτελείετο βουλή
«... y cada ave; y el plan de Zeus se cumplió»
οἰ-ω / νοῖ-σί τε / πᾶ-σι, Δι / ὸς δ’ ἐ-τε / λεί-ε-το / βου-λή,
oi-ō / noî-sí te / pâ-si, Di / òs d’ e-te / leí-e-to / bou-lḗ,
— — | — ∪ ∪ | — ∪, ∪ | — ∪ ∪ | — ∪ ∪ | — —

Los hexámetros de Homero contienen una mayor proporción de dáctilos que la poesía hexamétrica posterior. También se caracterizan por un seguimiento más laxo de los principios del verso que los epicistas posteriores casi invariablemente respetaron. Por ejemplo, Homero permite pies espondaicos en el quinto pie (aunque no a menudo), mientras que muchos autores posteriores no lo hacen. 
Homero también alteró las formas de las palabras para que encajaran en el hexámetro, típicamente usando una forma dialectal: ptolis es una forma épica usada en lugar del ático polis según lo requería el metro[cita requerida]. Los nombres propios a veces toman formas para ajustarse al metro, por ejemplo, Pouludamas en lugar del métricamente inviable Poludamas.

Algunas líneas requieren conocimiento del digamma para su escansión, por ejemplo, Ilíada 1.108:

ἐσθλὸν δ’ οὐτέ τί πω εἶπας ἔπος οὔτ’ ἐτέλεσσας
esthlòn d’ outé tí pō eîpas épos oút’ etélessas
«aún no has dicho una buena palabra ni la has llevado a cabo»
ἐσ-θλὸν / δ’ οὐ-τέ τί / πω εἶ/πας ἔ-πος / οὔτ’ ἐ-τέ / λεσ-σας
es-thlòn / d’ ou-té tí / pō eî/pas é-pos / oút’ e-té / les-sas
— — | — ∪ ∪ | — — | — ∪ ∪ | — ∪ ∪ | — —

Aquí la palabra ἔπος (epos) era originalmente ϝέπος (wepos) en jónico; el digamma, perdido posteriormente, alargaba la última sílaba del precedente εἶπας (eipas) y eliminaba el aparente defecto en el metro. Un digamma también evitaba el hiato en el tercer pie. Este ejemplo demuestra la tradición oral de las épicas homéricas que florecieron antes de ser escritas en algún momento del siglo VII a. C.[cita requerida].
La mayoría de las reglas posteriores de composición del hexámetro tienen su origen en los métodos y prácticas de Homero[cita requerida].

## En latín

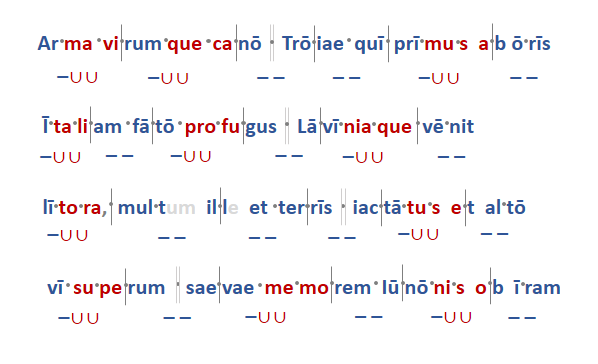
Diagrama de las líneas iniciales de la Eneida.

El hexámetro dactílico fue adaptado del griego al latín: 91 . Aunque el metro se tomó del griego sin alteraciones, el idioma latino tiene una mayor proporción de sílabas largas que el griego, por lo que es por naturaleza más espondaico: 91 . Además, los poetas romanos no evitaban la cesura débil en el cuarto pie tanto como los griegos: 98 .

### Ennio
El ejemplo más temprano de hexámetro en la poesía latina es la historia panegírica de Roma, Anales, de Ennio: 137 , estableciendo un estándar para las épicas latinas posteriores. Ennio experimentó con diferentes tipos de líneas[cita requerida], por ejemplo, líneas con cinco dáctilos:

tum tuba / terribi/li soni/tu tara/tantara / dixit
«Entonces la trompeta con un sonido terrorífico hizo '¡taratantara!'»

o líneas consistentes enteramente de espondeos:
olli / respon/dit rex / Alba/i Lon/gai«A él respondió el rey de Alba Longa»

líneas sin cesura: 95 :

sparsis / hastis / longis / campus / splendet et / horret
«Con largas lanzas esparcidas, la llanura brilla y se eriza»

líneas que terminan en una palabra de una sílaba o en palabras de más de tres sílabas: 99 :

unus ho/mo no/bis cunc/tando / restitu/it rem
«Un solo hombre, al demorar, restauró la situación para nosotros».
nec m(i) au/rum pos/co nec /mi preti/um dede/ritis
non cau/ponan/tes bel/lum sed / bellige/rantes
«No exijo oro para mí ni deben darme un precio:
no comprando y vendiendo la guerra, sino librándola».

o incluso líneas que comienzan con dos sílabas cortas: 92 :

melanu/rum, tur/dum, meru/lamqu(e) um/bramque ma/rinam
| u u – | – – | –, u u | – – | – u u | – –
«el cola negra, el tordo, la merula y el sombre marino» (tipos de peces)

Sin embargo, la mayoría de estas características fueron abandonadas por escritores posteriores o usadas solo ocasionalmente para efectos especiales[cita requerida].

### Escritores posteriores
Escritores republicanos posteriores, como Lucrecio, Catulo, e incluso Cicerón, escribieron composiciones en hexámetro, y fue en este tiempo que los principios del hexámetro latino se establecieron firmemente y fueron seguidos por escritores posteriores como Virgilio, Horacio, Ovidio, Lucano, y Juvenal[cita requerida]. La línea inicial de la Eneida de Virgilio es un ejemplo clásico:
Arma vi/rumque ca/nō, Trō/iae quī/ prīmus ab/ ōrīs

«Canto las armas y al hombre que primero desde las costas de Troya ...»
En latín, las líneas se organizaban para que las sílabas métricamente largas —las que ocurren al inicio de un pie— a menudo evitaran el acento natural de una palabra. En los primeros pies de una línea, se esperaba que el metro y el acento chocaran, mientras que en los últimos dos pies se esperaba que coincidieran, como en prímus ab/ óris arriba. La coincidencia del acento de la palabra y el metro en los últimos dos pies podía lograrse restringiendo la última palabra a una de dos o tres sílabas.

La mayoría de las líneas (alrededor del 85% en Virgilio)[cita requerida] tienen una cesura o división de palabra después de la primera sílaba del tercer pie, como en ca/nō arriba. Debido al acento penultimate en latín, esto asegura que el acento de la palabra y el metro no coincidan en el tercer pie. Pero en aquellas líneas con una cesura femenina o débil, como la siguiente, inevitablemente hay una coincidencia de metro y acento en el tercer pie: 98 :

insequi/tur cla/mórque vi/rum stri/dórque ru/déntum
«le sigue el clamor de los hombres y el estrépito de las cuerdas»

Para contrarrestar esto, siempre que había una cesura femenina en el tercer pie, usualmente también había una cesura masculina en el segundo y cuarto pies, para asegurar que en esos pies al menos, el acento de la palabra y el metro no coincidieran.

### Efectos métricos
En la era de Augusto, poetas como Virgilio seguían de cerca las reglas del metro y lo abordaban de manera altamente retórica, buscando efectos que pudieran explotarse en una recitación habilidosa[cita requerida]. Por ejemplo, la siguiente línea de la Eneida (8.596) describe el movimiento y sonido de caballos galopando:

quadrupe/dante pu/trem soni/tū quatit/ ungula/ campum
«con sonido de cuatro patas, el casco sacude la llanura desmoronada»

Esta línea está compuesta por cinco dáctilos y un espondeo final, un arreglo rítmico inusual que imita la acción descrita. Un efecto diferente se encuentra en 8.452, donde Virgilio describe cómo los hijos herreros de Vulcano forjaron el escudo de Eneas. Los cinco espondeos y los acentos de las palabras cortando el ritmo del verso dan una impresión de esfuerzo enorme:

ill(ī) in/ter sē/sē mul/tā vī / bracchia / tollunt
«Ellos con mucha fuerza levantan sus brazos uno tras otro»

Un efecto ligeramente diferente se encuentra en la siguiente línea (3.658), que describe al gigante de un solo ojo Polifemo, cegado por Ulises. Aquí nuevamente hay cinco espondeos, pero también hay tres elisiones, lo que hace que el acento de todas las palabras excepto ingens coincida con el inicio de cada pie:

monstr(um) hor/rend(um), in/form(e), in/gens, cui / lumen a/demptum
«Un monstruo horrendo, enorme y deforme, cuyo ojo (lit. luz) había sido arrancado»

Una sucesión de sílabas largas en algunas líneas indica movimiento lento, como en el siguiente ejemplo donde Eneas y su compañera la Sibila (una sacerdotisa de Apolo) entraban en la oscuridad del mundo de los muertos:

ibant / obscu/ri so/la sub / nocte per / umbram
«iban en la oscuridad bajo la noche solitaria a través de la sombra»

El siguiente ejemplo (Eneida 2.9) describe cómo Eneas es reacio a comenzar su relato, ya que ya es pasada la medianoche. La cesura femenina después de suadentque sin una cesura en el cuarto pie asegura que los últimos cuatro pies tengan acento de palabra al inicio, lo cual es inusual. El efecto monótono se refuerza por la asonancia de dent ... dent y la aliteración de S ... S:

... Et / iam nox / umida / caelo
praecipi/tat, sua/déntque ca/déntia / sídera / sómnos.
«Y ya la noche húmeda cae del cielo
y las constelaciones que se ocultan invitan al sueño»

Los dáctilos se asocian con el sueño nuevamente en la siguiente línea inusual, que describe la actividad de una sacerdotisa que alimenta a una serpiente mágica (Eneida 4.486). En esta línea, hay cinco dáctilos, y cada uno está acentuado en la primera sílaba:

spárgens / úmida / mélla so/pórife/rúmque pa/páver
«esparciendo miel húmeda y amapola que induce al sueño»

Una técnica diferente, en 1.105, se usa al describir un barco en el mar durante una tormenta. Aquí Virgilio coloca una palabra de una sola sílaba al final de la línea. Esto produce un ritmo abrupto que refleja el choque de una gran ola contra el lado del barco:

... et undīs
dat latus;/ insequi/tur cumu/lo prae/ruptus a/quae mōns.
«(El barco) da su costado a las olas; inmediatamente le sigue en montón una empinada montaña de agua».

El poeta romano Horacio usa un truco similar para resaltar la ironía cómica en esta famosa línea de su Arte poética (línea 139):

Parturi/ent mon/tes, nas/cetur/ rīdicu/lus mūs
«Las montañas estarán de parto, pero nacerá un ridículo ... ratón»

Usualmente en latín, el quinto pie de un hexámetro es un dáctilo. Sin embargo, en su poema 64, Catulo usa varias veces un espondeo en el quinto pie, lo que le da un sabor griego a su verso, como en esta línea que describe el boscoso Valle de Tempe en el norte de Grecia:

Tempe, / quae sil/vae cin/gunt super /impen/dentes,
«Tempe, que los bosques rodean, colgando sobre él»

Virgilio también imita ocasionalmente la práctica griega, por ejemplo, en la primera línea de su tercera Égloga:

dīc mihi, / Dāmoe/tā, cu/ium pecus? // an Meli/boei?
«Dime, Dametas, ¿de quién es este ganado? ¿Es de Melibeo?»

Aquí hay una pausa en el sentido después de un dáctilo en el cuarto pie, una característica conocida como diaéresis bucólica, porque se usa frecuentemente en la poesía pastoral griega. De hecho, es común en Homero también (como en la primera línea de la Odisea citada arriba), pero rara en la épica latina.

### Características estilísticas de la épica
Ciertas características estilísticas son típicas de la poesía épica en hexámetro, especialmente como la escribió Virgilio.

#### Encabalgamiento
Los hexámetros son frecuentemente encabalgados—el significado se extiende de una línea a la siguiente, sin puntuación terminal—lo que ayuda a crear la narrativa larga y fluida de la épica. Las oraciones también pueden terminar en diferentes lugares de la línea, por ejemplo, después del primer pie. En esto, la épica clásica difiere del latín medieval, donde las líneas a menudo se componen individualmente, con una pausa en el sentido al final de cada una.

#### Vocabulario poético
A menudo en la poesía, las palabras comunes se reemplazan por otras poéticas, por ejemplo, unda o lympha por agua, aequora por mar, puppis por barco, amnis por río, y así sucesivamente. Algunas palabras latinas comunes se evitan, como audiunt, mīlitēs, hominibus, facilius, mulierēs, familiae, voluptātibus, simplemente porque no pueden encajar en un verso hexamétrico.

#### Hipérbaton
Es común en la poesía que los adjetivos estén ampliamente separados de sus sustantivos, y a menudo un par adjetivo-sustantivo se intercala con otro. Esta característica se conoce como hipérbaton «pasar por encima». Un ejemplo es la línea inicial de la épica de Lucano sobre la Guerra Civil:

bella per Emathios – plus quam civilia – campos
«Guerras a través de los campos ematianos – más que civiles –»

Otro ejemplo es el inicio del poema mitológico de Ovidio, las Metamorfosis, donde la palabra nova «nuevo» está en una línea diferente de corpora «cuerpos» que describe:

in nova fert animus mutatas dicere formas / corpora (Ovidio, Metamorfosis 1.1)
«Mi espíritu me lleva a contar formas transformadas en cuerpos nuevos».

Un arreglo particular de palabras que parece haber sido especialmente admirado es la línea dorada, una línea que contiene dos adjetivos, un verbo y dos sustantivos, con el primer adjetivo correspondiente al primer sustantivo, como:

barbaraqu(e) horribili stridebat tibia cantu
«y la flauta bárbara resonaba con música horrible»

Catulo fue el primero en usar este tipo de línea, como en el ejemplo anterior. Los autores posteriores la usaron raramente (1% de las líneas en Ovidio), pero en el latín de la Edad de Plata se volvió cada vez más popular.

#### Aliteración y asonancia
Virgilio, en particular, usaba frecuentemente la aliteración y la asonancia, aunque es mucho menos común en Ovidio. A menudo se aliteraban más de una consonante y no necesariamente al inicio de las palabras, por ejemplo:

at ReGina GRavi iamdudum sauCia Cura
VuLNus aLit VeNis et CaeCo Carpitur igni.
«Pero la reina, herida desde hace tiempo por una grave ansiedad,
alimenta la herida en sus venas y es atormentada por un fuego invisible»

También en Virgilio:

LoCa NoCTe TaCeNTia LaTe «lugares silenciosos con la noche en todas partes»
iLLae Remis VaDa LiViDa VeRRunt «esas con remos barren las aguas oscuras»

A veces se repite la misma vocal:

mē, mē, adsum qui fēci, in mē convertite ferrum
«¡a mí, a mí, estoy aquí, el que lo hizo, vuelvan sus espadas contra mí!»
nec frena remittit, / nec retiNere valet, Nec Nomina Novit equorum
«no suelta las riendas, pero no tiene fuerza para retenerlas, ni conoce los nombres de los caballos»

#### Técnicas retóricas
Dispositivos retóricos como la anáfora, la antítesis y las preguntas retóricas se usan frecuentemente en la poesía épica. El trícolon también es común:

haec omnis, quam cernis, inops inhumataque turba est;
portitor ille Charon; hi, quos vehit unda, sepulti.
«Toda esta multitud que ves, son los pobres y no enterrados;
ese barquero es Caronte; estos, que la ola lleva, son los enterrados»

#### Género del tema
Los poemas de Homero, Virgilio y Ovidio a menudo varían su narrativa con discursos. Ejemplos bien conocidos son el discurso de la reina Dido maldiciendo a Eneas en el libro 4 de la Eneida, el lamento de la ninfa Juturna cuando no puede salvar a su hermano Turno en el libro 12 de la Eneida, y la disputa entre Áyax y Ulises por las armas de Aquiles en el libro 13 de las Metamorfosis de Ovidio. Algunos discursos son narrativas en sí mismos, como cuando Eneas le cuenta a la reina Dido sobre la caída de Troya y su viaje a África en los libros 2 y 3 de la Eneida. Otros estilos de escritura incluyen descripciones vívidas, como la descripción de Virgilio del dios Caronte en la Eneida 6, o la descripción de Ovidio del laberinto de Dédalo en el libro 8 de las Metamorfosis; símiles, como la comparación de Virgilio de las almas de los muertos con hojas de otoño o nubes de aves migratorias en la Eneida 6; y listas de nombres, como cuando Ovidio nombra a 36 de los perros que despedazaron a su amo Acteón en el libro 3 de las Metamorfosis.

### Estilo conversacional
Raven divide los diversos estilos del hexámetro en latín clásico en tres tipos: la etapa temprana (Ennio), el tipo plenamente desarrollado (Cicerón, Catulo, Virgilio y Ovidio, con Lucrecio a medio camino entre Ennio y Cicerón), y el tipo conversacional, especialmente Horacio, pero también en cierta medida Persio y Juvenal. Una característica que los distingue es sus finales de línea a menudo irregulares (por ejemplo, palabras de una sílaba) y también el estilo muy conversacional, no épico. Horacio, de hecho, llamó a sus sátiras sermones («conversaciones»). El orden de las palabras y el vocabulario son muy parecidos a lo que se esperaría en prosa. Un ejemplo es el inicio de la novena sátira del libro 1:

Ibam forte Via Sacra, sicut meus est mos,
nescio quid meditans nugarum, totus in illis:
accurrit quidam notus mihi nomine tantum:
arreptaque manu, 'quid agis, dulcissime rerum?'
«Caminaba por casualidad por la Vía Sacra, como es mi costumbre,
meditando sobre alguna tontería, completamente absorto en ello,
cuando de repente se acercó alguien conocido solo por su nombre.
Tomó mi mano y dijo '¿Cómo estás, el más dulce de las cosas?'»

### Edad de Plata y Bajo Imperio
Las innovaciones en verso de los escritores augustanos fueron cuidadosamente imitadas por sus sucesores en la Edad de Plata de la literatura latina. La forma del verso en sí cambió poco, ya que la calidad del hexámetro de un poeta se juzgaba contra el estándar establecido por Virgilio y otros poetas augustanos, un respeto por el precedente literario abarcado por la palabra latina aemulātiō. Las desviaciones generalmente se consideraban idiosyncrasias o sellos de estilo personal y no fueron imitadas por poetas posteriores. Juvenal, por ejemplo, era aficionado a crear ocasionalmente versos que colocaban una pausa en el sentido entre el cuarto y quinto pie (en lugar de las posiciones usuales de cesura), pero esta técnica—conocida como la diaéresis bucólica—no se popularizó entre otros poetas.

En el Bajo Imperio, los escritores experimentaron nuevamente añadiendo restricciones inusuales al hexámetro estándar. El verso rópalico de Ausonio es un buen ejemplo; además de seguir el patrón del hexámetro estándar, cada palabra en la línea tiene una sílaba más que la anterior, por ejemplo:

Spēs, deus, / aeter/nae stati/ōnis / concili/ātor,
sī cas/tīs preci/bus veni/ālēs / invigi/lāmus,
hīs, pater, / ōrā/tis plā/cābili/s adstipu/lāre.
«Oh Dios, Esperanza de la Vida Eterna, Conciliador,
si, con súplicas castas, esperando perdón, velamos,
míranos con bondad y concede estas plegarias».

También es notable la tendencia entre los gramáticos tardíos a diseccionar minuciosamente los hexámetros de Virgilio y poetas anteriores. Un tratado sobre poesía de Diomedes Grammaticus es un buen ejemplo, ya que esta obra clasifica los versos en hexámetro dactílico de maneras que luego se interpretaron bajo la rúbrica de la línea dorada. Independientemente, estas dos tendencias muestran que la forma se volvió altamente artificial—más como un rompecabezas a resolver que un medio para la expresión poética personal.

### Edad Media
En la Edad Media, algunos escritores adoptaron versiones más relajadas del metro. Bernardo de Cluny, en el siglo XII, por ejemplo, lo emplea en su De Contemptu Mundi, pero ignora las convenciones clásicas en favor de efectos acentuales y rimas predecibles tanto dentro como entre los versos, por ejemplo:

Hora no/vissima, / tempora / pessima / sunt: vigi/lemus.
Ecce mi/naciter / imminet / arbiter / ille su/premus.
Imminet / imminet / ut mala / terminet, / aequa co/ronet,
Recta re/muneret, /  anxia / liberet, / aethera / donet.
«Estos son los últimos días, los peores tiempos: vigilemos.
He aquí la llegada amenazante del juez supremo.
Está viniendo, está viniendo para acabar con el mal, coronar lo justo,
recompensar lo recto, liberar de las ansiedades, y dar los cielos».

No todos los escritores medievales están tan en desacuerdo con el estándar virgiliano, y con el redescubrimiento de la literatura clásica, los escritores medievales y renacentistas posteriores son mucho más ortodoxos, pero para entonces la forma se había convertido en un ejercicio académico. Petrarca, por ejemplo, dedicó mucho tiempo a su África, una épica en hexámetro dactílico sobre Escipión el Africano, completada en 1341, pero esta obra no fue apreciada en su tiempo y sigue siendo poco leída hoy. Comienza como sigue:

Et michi / conspicu/um meri/tis bel/loque tre/mendum,
Musa, vi/rum refe/res, Ita/lis cui / fracta sub / armis
Nobilis / eter/num prius / attulit / Africa / nomen.
«A mí también, oh Musa, habla del hombre,
conspicuo por sus méritos y temido en la guerra,
a quien el noble África, quebrado bajo las armas itálicas,
primero dio su nombre eterno».

En contraste, Dante decidió escribir su épica, la Divina Comedia en italiano—una elección que desafió la opción tradicional de hexámetros dactílicos latinos—y produjo una obra maestra amada tanto entonces como ahora.
Con el período del neolatín, el idioma en sí comenzó a considerarse un medio solo para la expresión seria y erudita, una visión que dejó poco espacio para la poesía latina. La emergencia del latín reciente en el siglo XX restauró la ortodoxia clásica entre los latinistas y despertó un interés general (aunque aún académico) en la belleza de la poesía latina. Hoy, los poetas latinos modernos que usan el hexámetro dactílico son generalmente tan fieles a Virgilio como los poetas de la Edad de Plata de Roma.

## En lenguas modernas

### En inglés
Muchos poetas han intentado escribir hexámetros dactílicos en inglés, aunque pocas obras compuestas en este metro han resistido el paso del tiempo. La mayoría de estas obras son acentuales más que cuantitativas. Quizá la más famosa es «Evangeline» de Longfellow, cuyas primeras líneas son las siguientes:

"This is the / forest pri/meval. The / murmuring / pines and the / hemlocks
Bearded with / moss, and in / garments / green, indis/tinct in the / twilight,
Stand like / Druids of / eld, with / voices / sad and pro/phetic..."

La poeta contemporánea Annie Finch escribió su libreto épico Among the Goddesses en tetrámetro dactílico, que ella afirma es el equivalente acentual inglés más preciso del hexámetro dactílico. Poetas que han escrito hexámetros cuantitativos en inglés incluyen a Robert Bridges y Rodney Merrill, cuya traducción de parte de la Ilíada comienza como sigue (ver enlaces externos abajo):

"Sing now, / goddess, the / wrath of A/chilles the / scion of / Peleus,
Ruinous / rage, which / brought the A/chaeans un/counted af/flictions;
Many the / powerful / souls it / sent to the / dwelling of / Hades..."

Aunque las reglas parecen simples, es difícil usar el hexámetro clásico en inglés porque el inglés es un idioma de tiempo de mora que condensa vocales y consonantes entre sílabas acentuadas, mientras que el hexámetro depende del tiempo regular de los sonidos fonéticos. Los idiomas con estas últimas propiedades (es decir, idiomas que no tienen tiempo de acento) incluyen el griego antiguo, el latín, el lituano y el húngaro.

### En alemán
El hexámetro dactílico ha resultado más exitoso en alemán que en la mayoría de las lenguas modernas. La épica Der Messias de Friedrich Gottlieb Klopstock popularizó el hexámetro dactílico acentual en alemán. Poetas alemanes posteriores que emplearon la forma incluyen a Goethe (notablemente en su Reineke Fuchs) y Schiller.

Las líneas iniciales del Reineke Fuchs («El zorro Reynard») de Goethe, escrito en 1793–1794, son:

Pfingsten, das / liebliche / Fest, war ge/kommen; es / grünten und / blühten
Feld und / Wald; auf / Hügeln und / Höhn, in / Büschen und / Hecken
Übten ein / fröhliches / Lied die / neuer/munterten / Vögel;
Jede / Wiese / sproßte von / Blumen in / duftenden / Gründen,
Festlich / heiter / glänzte der / Himmel und / farbig die / Erde.
«Pentecostés, el festival encantador, había llegado; el campo y el bosque
se volvieron verdes y florecieron; en colinas y cumbres, en arbustos y setos
las aves recién animadas practicaban una alegre canción;
cada prado brotaba con flores en terrenos fragantes,
el cielo brillaba festivamente alegre y la tierra era colorida».

### En francés
Jean-Antoine de Baïf (1532–1589) escribió poemas regulados por cantidad según el modelo grecorromano, un sistema que llegó a conocerse como vers mesurés, o vers mesurés à l'antique, que el idioma francés del Renacimiento permitía. Para ello, inventó un alfabeto fonético especial. En obras como su Étrénes de poézie Franzoęze an vęrs mezurés (1574) o Chansonnettes usó el hexámetro dactílico, y otros metros, de manera cuantitativa.

Un ejemplo de uno de sus dísticos elegíacos es el siguiente. El -e final de vienne, autre, y regarde se pronuncia, y la palabra il se pronuncia /i/:

Vienne le / beau Nar/cis, qui ja/mais n'aima / autre si/non soi,
Et qu'il re/garde te/s yeux, // Et, qu'il se / garde d'ai/mer.
| – u u | – – | – u u | – – | – u u | – –
| – u u | – u u | – || – u u | – u u | –
«Que venga el / bello Nar/ciso, que ja/más amó a / otro más que a / sí mismo,
y que mi/re tus / ojos, // y que se / cuide de a/mar.»

Un intento moderno de reproducir el hexámetro dactílico en francés es este, por André Markowicz (1985), traduciendo el poema 63 de Catulo. Nuevamente, el -e y -es final de pères, perfide, y désertes se pronuncian:

C'est ain/si que tu / m'as arra/chée aux au/tels de mes / pères,
Pour me lais/ser, per/fide Thé/sée, sur ces / rives dé/sertes ...
| – – | – u u | – u u | – u u | – u u | – – |
| – u u | – – | – u u | – u u | – u u | – – |
«Es así / como tú / me arran/caste de los al/tares de mis / padres,
para de/jarme, pér/fido Te/seo, en estas / riberas de/siertas ...»

### En húngaro
El húngaro es extremadamente adecuado para el hexámetro (y otras formas de poesía basadas en metro cuantitativo). Se ha aplicado al húngaro desde 1541, introducido por el gramático János Sylvester.

Un hexámetro puede incluso ocurrir espontáneamente. Por ejemplo, un estudiante puede excusarse por no recordar un poema diciendo lo siguiente, que es un hexámetro en húngaro:

Itt ela/kadtam, / sajnos / nem jut e/szembe a / többi.
«Aquí me / atasqué, / por des/gracia no / me viene el / resto a la mente.»

Sándor Weöres incluyó un texto de placa de identificación común en uno de sus poemas (esta vez, un pentámetro):

Tóth Gyula / bádogos / és // vízveze/ték-szere/lő.
«Gyula Tóth / hojalatero / y // instalador de / tuberías».

Una etiqueta en una barra de chocolate decía lo siguiente, otro hexámetro, notado por el poeta Dániel Varró:

Tejcsoko/ládé / sárgaba/rack- és / kekszdara/bokkal
«Chocola/te de le/che con tro/zos de al/baricoque y / galleta»

Debido a esta característica, el hexámetro ha sido ampliamente utilizado tanto en poesía traducida (griega y romana) como en poesía original húngara hasta el siglo XX (por ejemplo, por Miklós Radnóti).

### En lituano
Las estaciones (Metai) de Kristijonas Donelaitis es un famoso poema en lituano en hexámetros dactílicos cuantitativos. Debido a la naturaleza del lituano, más de la mitad de las líneas del poema son completamente espondaicas, salvo por el dáctilo obligatorio en el quinto pie.